# تبرير الإبادة الجماعية

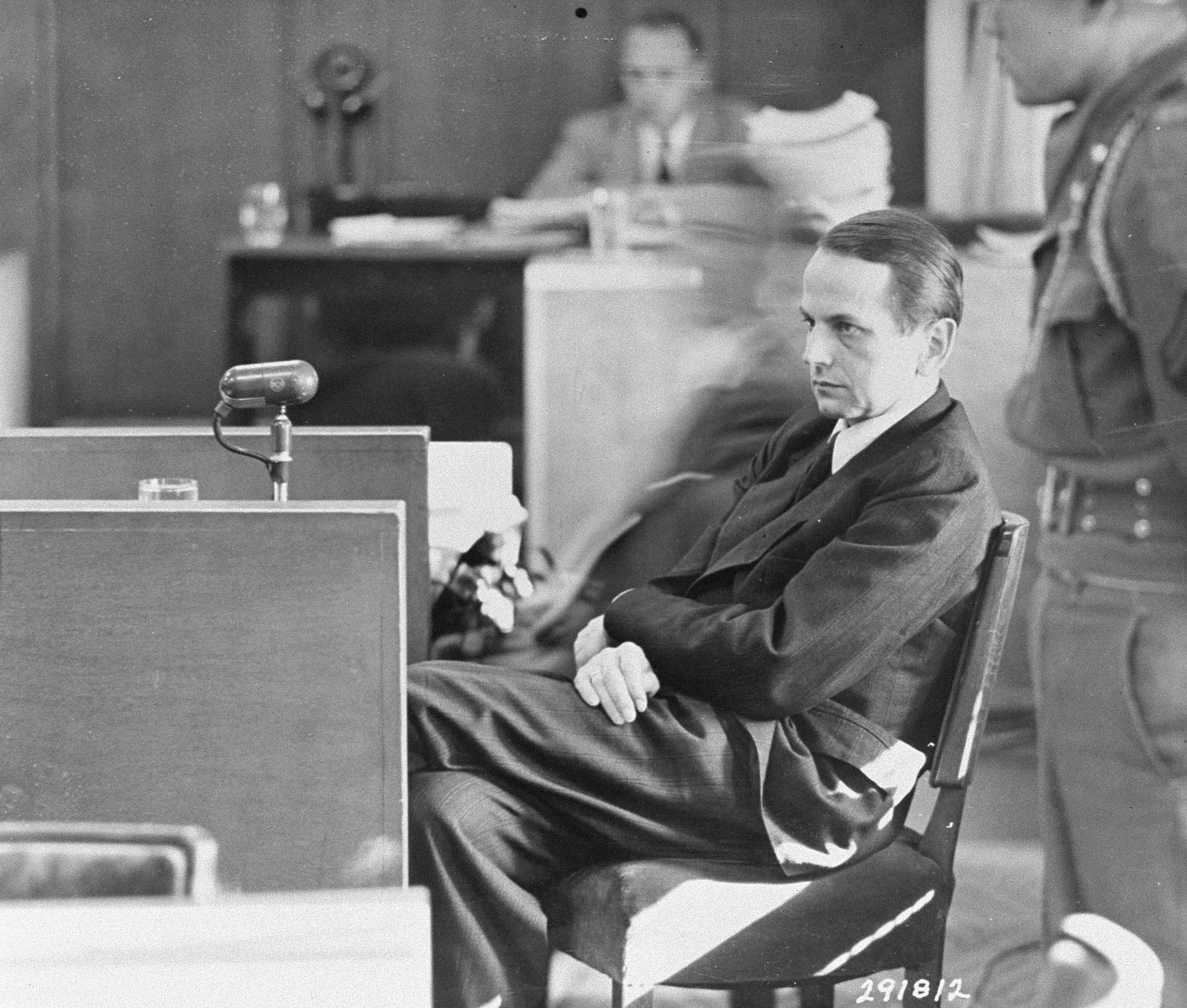
أوتو أوليندورف يدلي بشهادته في محاكمة أينزاتسغروبن، حيث حاول تبرير جرائم قتل أينزاتسغروبن.

تبرير الإبادة الجماعية هو الادعاء بأن الإبادة الجماعية يمكن التسامح معها أخلاقياً أو الدفاع عنها أو أنها ضرورية و/أو معتمدة بموجب القانون. يختلف تبرير الإبادة الجماعية عن إنكار الإبادة الجماعية، وهو محاولة لرفض حدوث الإبادة الجماعية. في كثير من الأحيان يزعم مرتكبو الإبادة الجماعية أن ضحايا الإبادة الجماعية يشكلون تهديدًا خطيرًا، ويبررون أفعالهم بالقول إنها كانت دفاعًا مشروعًا عن النفس لأمة أو دولة. وفقًا للقانون الجنائي الدولي الحديث، لا يمكن أن يكون هناك أي عذر للإبادة الجماعية. غالبًا ما يتم إخفاء الإبادة الجماعية في صورة نشاط عسكري ضد المقاتلين، وغالبًا ما يكون التمييز بين الإنكار والتبرير غير واضح.
تشمل أمثلة تبرير الإبادة الجماعية، على سبيل المثال لا الحصر، ادعاءات القوميين الأتراك فيما يتعلق بالإبادة الجماعية للأرمن، وتبريرات النازيين وراء الهولوكوست، والدعاية المناهضة للتوتسي أثناء الإبادة الجماعية في رواندا، وتبريرات القوميين الصرب لمذبحة سربرينيتشا، وادعاءات حكومة ميانمار بشأن الإبادة الجماعية للروهينجا.

## الشرعية
تحظر أيضًا العديد من القوانين ضد إنكار الإبادة الجماعية تبرير الإبادة الجماعية. بالإضافة إلى ذلك، فإن بعض البلدان لديها قوانين ضد تبرير الإبادة الجماعية ولكن ليس لديها قوانين ضد إنكار الإبادة الجماعية. على سبيل المثال، في إسبانيا، ألغت المحكمة العليا الإسبانية قانونًا يجرم إنكار الإبادة الجماعية باعتباره غير دستوري.
حتى الآن، قامت 12 دولة فقط بتجريم تبرير الإبادة الجماعية، بما في ذلك أندورا، وكولومبيا، وليختنشتاين، ومقدونيا، ورواندا، وسويسرا. بالإضافة إلى ذلك، فإن تبرير الإبادة الجماعية أثناء عمليات القتل المستمرة قد يشكل تحريضًا على الإبادة الجماعية، وهو ما يُجرّمه القانون الجنائي الدولي.

## بشكل عامّ
تعتبر جميع جرائم الإبادة الجماعية مصحوبة بروايات عقلانية تبررها من حيث التهديد والإلحاح، ويعتبر الجناة أن أفعالهم صحيحة وضرورية.
وفقًا لما ذكره مايكل رايزمان، "فإن العديد من الأفراد المسؤولين بشكل مباشر يعملون ضمن عالم ثقافي يقلب مفاهيمنا الأخلاقية ويعلي من أفعالهم إلى أسمى صور الدفاع عن المجموعة أو القبيلة أو الوطن." لاحظت بيتينا أرنولد إلى أنه "من المفارقات الرهيبة للإبادة الجماعية المنهجية لشعب على يد آخر أن تبريرها يُعتبر أمرًا ضروريًا." كما اعتبرت أن علم الآثار والتاريخ القديم يُستخدمان أحيانًا لتبرير الإبادة الجماعية. إن تبرير الإبادة الجماعية يساعد الجناة على قبول أفعالهم ودورهم في الإبادة الجماعية، مما يحافظ على صورتهم الذاتية. وقد كتب الأكاديمي عبد الوهاب الأفندي أن إحدى أهوال الإبادة الجماعية "هي عندما يبدو أن الجميع، بما في ذلك الأكاديميون والمثقفون البارزون، يصدقون الرواية، أو على الأقل يترددون في مدى معقوليتها".

## أمثلة

### مذبحة هايتي 1804
وفقًا للمؤرخ فيليب جيرارد، فإن الإبادة الجماعية للكريول الفرنسيين بعد الثورة الهايتية تم تبريرها من قبل مرتكبيها على أساس الأسباب التالية:
1. بررت مُثُل الثورة الفرنسية هذه المذبحة.
2. إن الفظائع التي ارتكبتها القوات الفرنسية في هايتي فتحت المجال للانتقام.
3. كان من الضروري اتخاذ تدابير جذرية لضمان النصر في الحرب وتحرير العبيد.
4. البيض لم يكونوا بشرًا.
5. كان القادة السود يأملون في الاستيلاء على المزارع التي كانت مملوكة في السابق للبيض.

ويشير جيرارد إلى أن الرجل الذي أمر بارتكاب المذبحة، جان جاك ديسالين، صرح بعد ذلك قائلاً: "لقد رددنا على حرب آكلي لحوم البشر بالحرب، والجريمة بالجريمة، والغضب بالغضب". ويكتب جيرارد أن "الإبادة الجماعية بالنسبة لديسالين لم تكن سوى انتقام، بل وحتى عدالة". كتب المؤرخ سي جيمس أن المذبحة كانت مجرد مأساة لمرتكبيها بسبب الممارسات الوحشية لاستعباد العبيد.
وقد صنف آدم جونز ونيكولاس روبنسون هذه المذبحة باعتبارها إبادة جماعية ثانوية، بمعنى "إبادة جماعية من قبل المظلومين"، وأنها تحتوي على عناصر "معقولة أخلاقيا" من الانتقام. ويشير جونز إلى أن هذا النوع من الإبادة الجماعية أقل احتمالاً للإدانة وربما يكون موضع ترحيب، على الرغم من تعذيب وإعدام الآلاف من النساء والأطفال على الجزيرة.

### الإبادة الجماعية الأرمنية

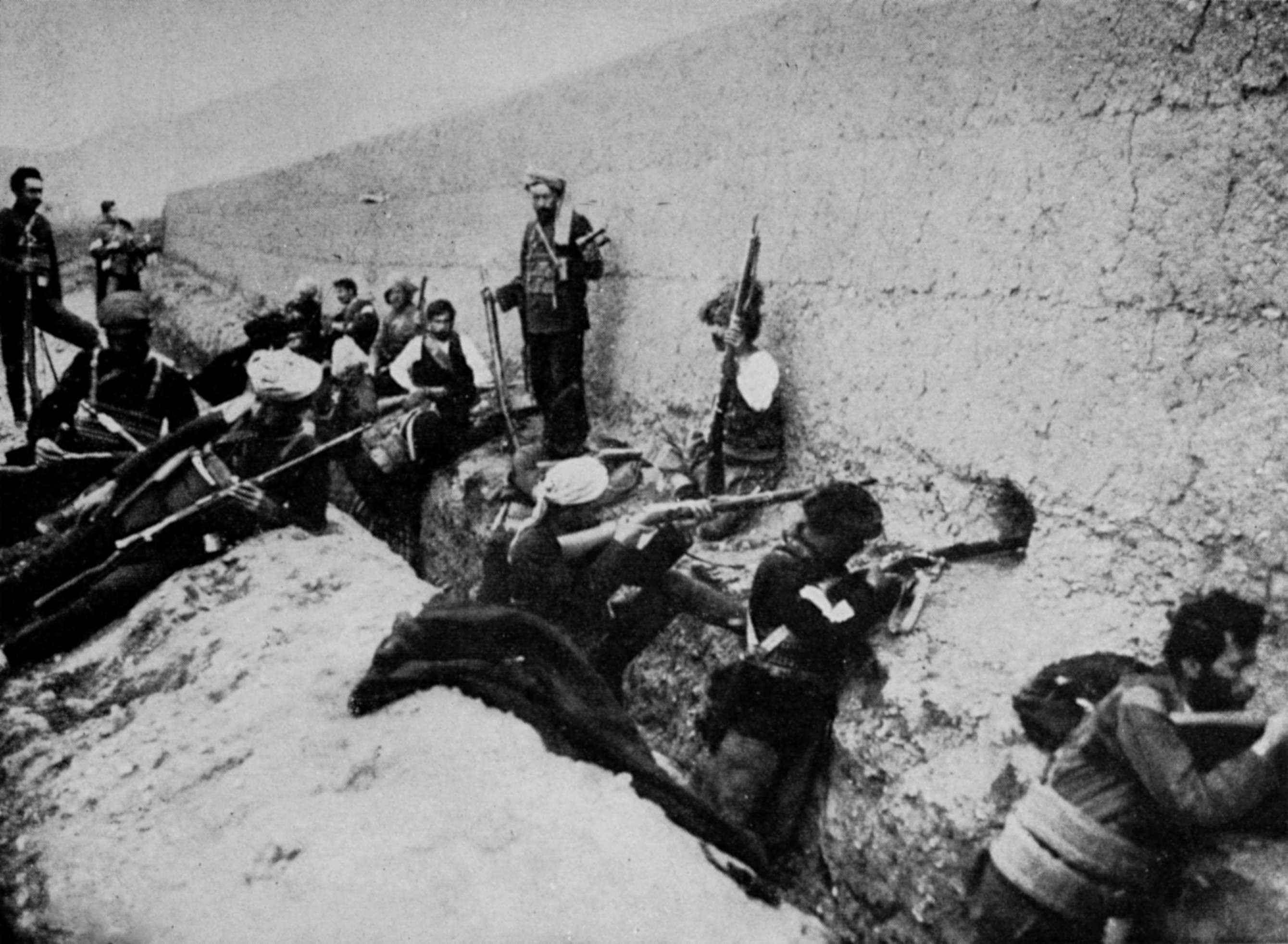
يُشكّل حصار وان عنصراً حاسماً في الأعمال التي تسعى إلى تبرير الإبادة الجماعية.

من الشائع أن يتم ربط التبرير والتسويغ بالإبادة الجماعية الأرمنية. وقد صور الجناة عمليات القتل باعتبارها دفاعًا مشروعًا ضد الأرمن الذين اعتبروا خونة متواطئين مع روسيا أثناء زمن الحرب. وفي ذلك الوقت وفي وقت لاحق، زُعم أن ترحيل الأرمن كان مبررًا بـالضرورة العسكرية [الإنجليزية]. يشير المؤرخ هانز لوكاس كايزر إلى أن " طلعت باشا صاغ خطابًا كاملاً ومجموعة من الحجج لتبرير الإبادة الجماعية، بحيث ظل التبرير الذاتي للقتل والتدمير راسخًا في المذكرات اللاحقة والسياسة والتأريخ". في مقابلة مع صحيفة برلينر تاجبلات في مايو 1915، صرّح طلعت، "لقد تم إلقاء اللوم علينا لعدم التمييز بين الأرمن المذنبين والأبرياء. [كان القيام بذلك] مستحيلاً. وبسبب طبيعة الأشياء، فإن الشخص الذي لا يزال بريئًا اليوم قد يكون مذنبًا غدًا. كان الاهتمام بسلامة تركيا ببساطة سببًا في إسكات جميع المخاوف الأخرى. كانت أفعالنا تحددها الضرورة الوطنية والتاريخية". أثناء محاكمة سوغومون تهليريان، نشرت العديد من الصحف الألمانية مثل "دويتشه ألجماينه تسايتونغ"، أو "فرانكفورتر تسايتونغ"، أو "برلينر لوكال أنتسايغر" مقالات ودراسات، برّرت إبادة الشعب الأرمني.
وفي عام 1919، قال مصطفى كمال أتاتورك:
"كل ما حدث للعناصر غير المسلمة التي تعيش في بلدنا هو نتيجة السياسات الانفصالية التي انتهجوها بطريقة وحشية، عندما سمحوا لأنفسهم بأن يكونوا أدوات للمؤامرات الأجنبية وأساءوا استخدام امتيازاتهم. هناك على الأرجح العديد من الأسباب والأعذار للأحداث غير المرغوب فيها التي وقعت في تركيا. وأريد بالتأكيد أن أقول إن هذه الأحداث بعيدة كل البعد عن العديد من أشكال القمع التي تُرتكب في دول أوروبا دون أي عذر."
يعلق المؤرخ إريك جان زورشر قائلاً: "كل العناصر الكلاسيكية في الدفاع عن العدوان العنيف موجودة هنا: لقد طلبوا ذلك، ولم يكن الأمر سيئًا حقًا، وعلى أي حال، فعل آخرون الشيء نفسه أو ما هو أسوأ".
وفي عام 1920، قال النائب حسن فهمي أتاتش:
"إن مسألة الترحيل هذه، كما تعلم، أثارت العالم بأسره ووصمتنا جميعًا بالقتلة. كنا نعلم حتى قبل تنفيذها أن العالم المسيحي لن يقبل بها، وأنهم سيوجهون غضبهم وكراهيتهم نحونا بسببها. ولكن لماذا يجب أن نصف أنفسنا بالقتلة؟ هذه الأمور التي تم القيام بها كانت لضمان مستقبل وطننا، الذي نعتبره أكثر قداسة وأهمية من حياتنا ذاتها."
وفقًا لفاطمة موغي جوتشيك، فإن مشاعر الدولة التركية والسكان تجاه هؤلاء القادة من حزب الاتحاد والترقي تُجسَّد بشكل أفضل في إحدى المذكرات التي أشارت إلى:"
"لم يتبقَّ أي أرمن في شرق ووسط الأناضول، وإلى حد ما في المناطق الغربية. لو لم يتم تنفيذ هذه العملية التطهيرية، لكان من الصعب للغاية تحقيق نجاح النضال من أجل الاستقلال، ولكان قد كلفنا ذلك أكثر بكثير. رحم الله أنور باشا وطلعت باشا اللذين نفذا هذه [العملية التطهيرية]. لقد أنقذت رؤيتهما المستقبلية الأمة التركية."
في فترة ما بين الحربين العالميتين، اعتقد العديد من الألمان أن الإبادة الجماعية للأرمن كانت مبررة. يزعم المؤلف ستيفان إيهريغ أنه في أوائل عشرينيات القرن العشرين، تحول الألمان الذين أنكروا الإبادة الجماعية للأرمن إلى تبريرها بعد قبول تاريخية الأحداث.

### الهولوكوست

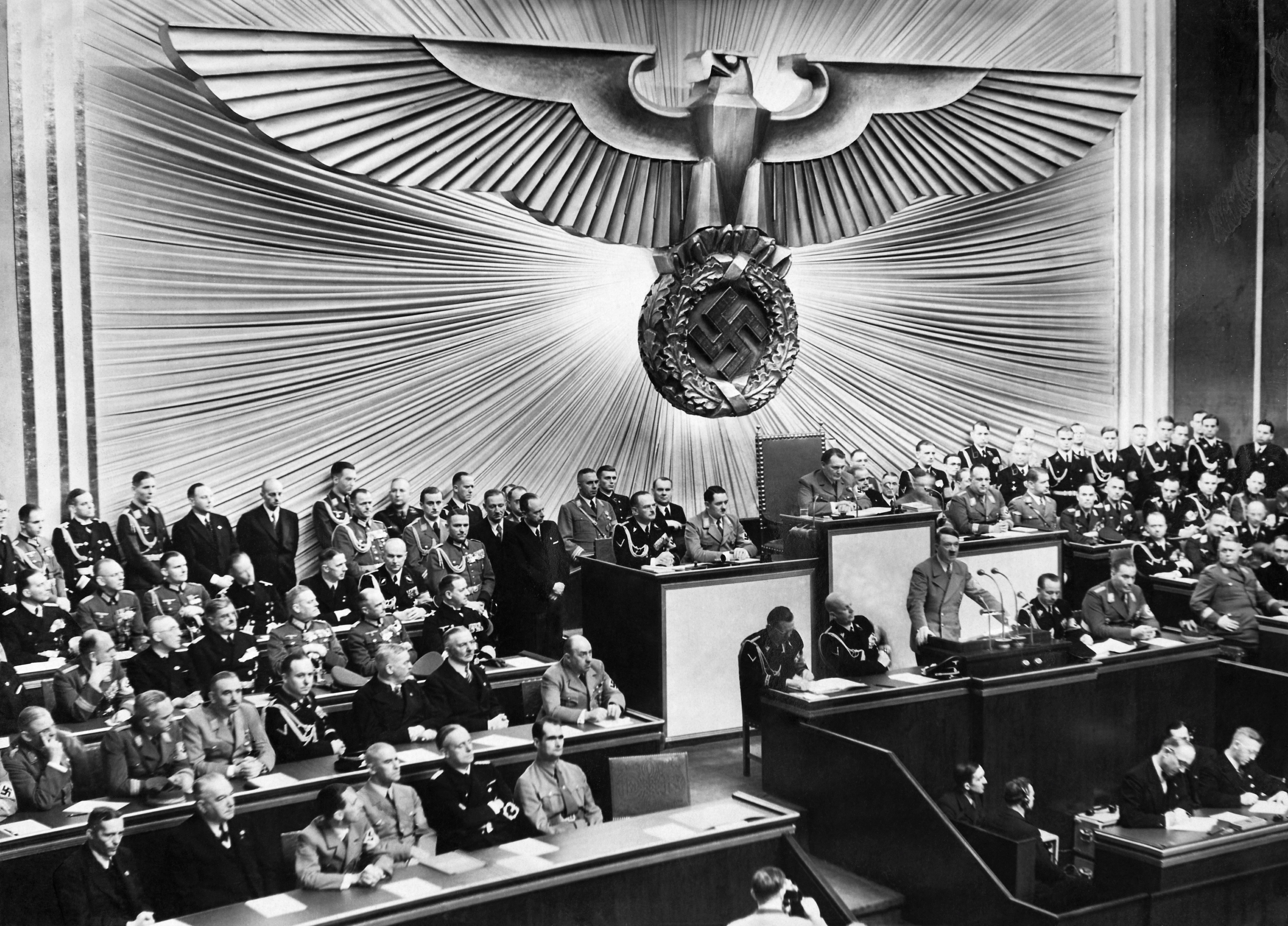
خطاب أدولف هتلر في الرايخستاغ

فضّل النازيون تبرير قتل اليهود بدلاً من دحضه، كما يتضح في نبوءة هتلر، وهو خطاب لهتلر حيث ذكر أنه حان الوقت "لطرح العدو اليهودي العالمي أرضًا"، وأن الحكومة الألمانية عازمة تمامًا على "التخلص من هؤلاء الناس". مثال آخر على التبرير النازي هو خطابات بوزن عام 1943، حيث زعم رئيس قوات الأمن الخاصة، هاينريش هيملر، أن القتل الجماعي المنظم لليهود كان ضروريًا ومبررًا، على الرغم من كونه مهمة غير سارة لأفراد قوات الأمن الخاصة.
أثناء محاكمات أينزاتسغروبن، لم ينكر أوتو أولندورف، المسؤول عن مقتل 90 ألف يهودي، وقوع الجرائم أو مسؤوليته عنها. وبدلاً من ذلك، برر القتل المنهجي باعتباره دفاعًا مسبقًا عن النفس ضد التهديد المميت الذي كان من المفترض أن يشكله اليهود، والغجر، والشيوعيون، وغيرهم. زعم أولندورف أن قتل الأطفال اليهود كان ضروريًا لأنه عند معرفتهم لكيفية وفاة والديهم، فإنهم سيكبرون وهم يكرهون ألمانيا. لم تقبل المحكمة ادعاءات أولندورف، وحكم عليه بالإعدام بتهمة ارتكاب جرائم ضد الإنسانية وجرائم حرب والعضوية في منظمة إجرامية. تم إعدامه شنقًا في عام 1951.
منذ نهاية الحرب العالمية الثانية، لوحظت أيضًا حالات تبرير الهولوكوست في إيران والعالم العربي وأوروبا الشرقية، حيث يُزعم أن السلوك المزعوم لليهود يسبب معاداة السامية ويبرر قتل اليهود. يزعم بعض المؤرخين المولدوفيين أن الهولوكوست في رومانيا [الإنجليزية] كان مبررًا بسبب عدم الولاء الذي أظهره اليهود للدولة الرومانية في فترة ما بين الحربين العالميتين.

### الإبادة الجماعية في رواندا
برّر مرتكبو الإبادة الجماعية في رواندا الإبادة الجماعية باعتبارها ردًا مشروعًا على الحملة العسكرية التي شنتها الجبهة الوطنية الرواندية، بما في ذلك العقل المدبر لها، ثيونيست باجوسورا، الذي كرّر هذه الحجج في المحاكمة التي أسفرت عن إدانته بالإبادة الجماعية. وتتضمن محاولات التبرير "تحويل اللوم من الحكومة إلى قوات الجبهة الوطنية الرواندية ومحاولة الادعاء بأن هذه الأفعال كانت دفاعاً عن النفس".

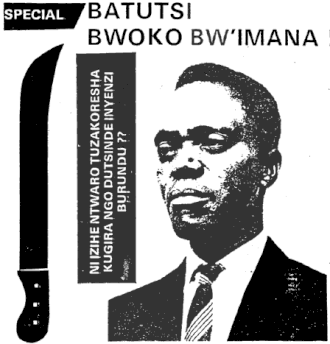
غلاف عدد نوفمبر 1991 من مجلة (Kangura). يذكر العنوان، "التوتسي: عِرق الله"، بينما النص الموجود على يمين صورة المنجل يقول: "ما هي الأسلحة التي سنستخدمها للقضاء على الصراصير نهائيًا؟". الرجل الظاهر في الصورة هو الرئيس الثاني للجمهورية الأولى، غريغوار كاييباندا، الذي جعل من الهوتو العرق الحاكم بعد مجازر عام 1959.

في أعقاب اغتيال رئيس الهوتو جوفينال هابياريمانا، استغل دعاة الهوتو الصورة النمطية الموجودة مسبقًا والتي تساوي بين جميع التوتسي والجبهة الوطنية الرواندية. ومن خلال دمج المجتمع التوتسي عمدًا مع الجبهة، روّجوا للرواية التي تقول إن التوتسي هم المسؤولون عن اغتيال الرئيس. وتدعم هذه الرواية العبارة التي تقول: "اعتمادًا على التعرف السهل على جميع التوتسي مع الجبهة، قال دعاة الهوتو إن التوتسي استحقوا ما حلّ بهم من مصائب لأنهم هم من بدأوا الحرب في المقام الأول.".
وقد شكل ظهور صحيفة الهوتو كانغورا (Kangura) نقطة تحول في نشر الدعاية المناهضة للتوتسي، والتي كثيراً ما كانت تحرض على العنف. تأسست حركة كانغورا في أوائل تسعينيات القرن العشرين، ولعبت دوراً محورياً في تشكيل الرأي العام وتصعيد التوترات العرقية في رواندا. يُشكّل غلاف مجلة كانغورا الصادر في نوفمبر 1991 رمزاً لهذه الحملة الدعائية. وإلى جانب صورة مخيفة لسكين طويل، يطرح النص سؤالاً مخيفاً: "ما هي الأسلحة التي سنستخدمها لهزيمة الصراصير إلى الأبد؟" وقد استُخدمت هذه اللغة المهينة عمداً لتبرير العنف ضد السكان التوتسي. وكان الهدف من التلاعب بالشخصيات التاريخية في مثل هذه الصور هو إضفاء الشرعية على رواية الضحايا الهوتو وتغذية إيديولوجيات الإبادة الجماعية التي تجلّت لاحقًا في الأحداث المأساوية التي وقعت في عام 1994.
لقد لعب المشهد الإعلامي في المنطقة، والذي شمل برنامجًا إذاعيًا شعبيًا هو راديو رواندا، دورًا حاسمًا في تشكيل الرأي العام للشعب التوتسي. في مارس 1992، حذّر راديو رواندا من أن "قادة الهوتو في بوغيسيرا سوف يُقتلون على يد التوتسي"، ونشر معلومات كاذبة عمدًا لتحفيز مذابح الهوتو ضد التوتسي. وقد أدى التواطؤ بين وسائل الإعلام المختلفة، بما في ذلك كانغورا وراديو وتلفزيون التلال الألف الحرة، إلى تعزيز تأثير هذه الروايات الكاذبة، مما عزز بشكل أكبر الأيديولوجيات الخطيرة التي بلغت ذروتها في أحداث الإبادة الجماعية في رواندا عام 1994.

### الإبادة الجماعية في البوسنة
يُبرّر القوميون الصرب مذبحة سريبرينيتسا، حيث يزعمون أنها كانت ضرورية للدفاع ضد "التهديد الإسلامي"، أو باعتبارها انتقامًا مبررًا لهجوم كرافيتشا عام 1993. لا يعترف القوميين الصرب بوقوع إبادة جماعية في البوسنة على الرغم من حكم المحكمة الجنائية الدولية ليوغوسلافيا السابقة، ويزعمون أن حصيلة القتلى البوسنيين أقل بكثير مما خلص إليه المؤرخون والمحكمة الجنائية الدولية ليوغوسلافيا السابقة. في مقابلات أجرتها مع الصرب في البوسنة، وجدت جانين ناتاليا كلارك أن العديد من الأشخاص الذين تمت مقابلتهم أيدوا فكرة "أن القتلى في سربرينيتشا كانوا مقاتلين وبالتالي أهدافًا عسكرية مشروعة"، إلى جانب الاعتقاد بأن المذبحة قد تم تضخيمها.

### إبادة الروهينجا

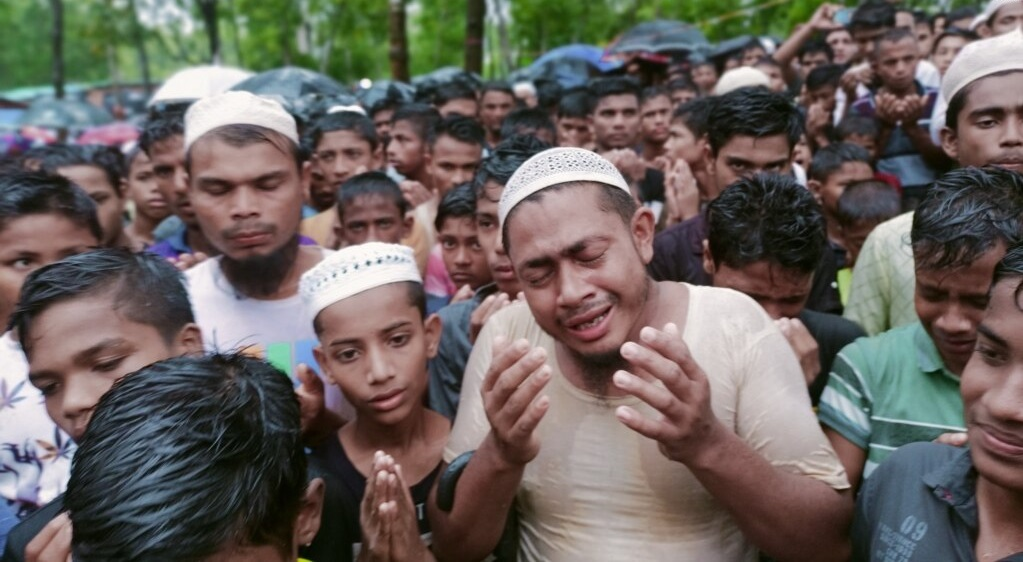
لاجئو الروهينجا يتجمعون في يوم ذكرى الإبادة الجماعية.

تُدافع زعيمة ميانمار، أون سان سو تشي، عن تصرفات الجيش خلال ما تمّ وصفه بإبادة الروهينجا في ميانمار، نتيجة لكراهية الإسلام الخاصة والبنيوية في ميانمار، فضلاً عن زيادة التوترات والصراع "بين مسلمي الروهينجا والأغلبية البوذية في بورما". في عام 2017، أفاد موقع ذا إنترسبت بأنها "مدافعة عن الإبادة الجماعية والتطهير العرقي والاغتصاب الجماعي". بعد تصريحاتها في ديسمبر 2019 في محكمة العدل الدولية، كتب عالم السياسة الأمريكي ويليام فيليس أنها استخدمت "نفس الحجج التي استخدمها منظمو الإبادة الجماعية والتطهير العرقي طوال القرن العشرين لتبرير القتل الجماعي". وتقول منظمة أطباء من أجل حقوق الإنسان إن ميانمار "تواصل تبرير الإبادة الجماعية [للروهينجا] باعتبارها ردًا معقولاً على 'الأنشطة الإرهابية'". وقالت منظمة اللاجئين الدولية إنها "تدافع عن أكثر الجرائم التي لا يمكن الدفاع عنها" - الإبادة الجماعية. كان حزب التضامن والتنمية التابع للحكومة الديمقراطية في ميانمار عدائيًا وعنيفًا في اضطهاده وإساءة معاملته للمسلمين الروهينجا. وقد تم تبرير أفعالهم "بذريعة العمل باسم نظام منتخب ديمقراطياً وليس باسم دكتاتورية عسكرية".